# Neville D'Souza
Pour les articles homonymes, voir D'Souza.
Neville Stephen J. D'Souza, né le 1er janvier 1932 au Maharashtra (Inde) et décédé le 16 mars 1980, était un footballeur indien.

## Biographie
Il représenta l'Inde aux Jeux olympiques de 1956, et devint le premier footballeur asiatique à inscrire un triplé dans un match des JO,. L'Inde termina quatrième du tournoi, et il a inscrit quatre buts en trois matchs. De ce fait, il est l'un des meilleurs buteurs du tournoi avec le Yougoslave Todor Veselinović et le Bulgare Dimitar Milanov. 
Il meurt d'une hémorragie cérébrale le 16 mars 1980. Il joua toute sa carrière à Bombay.